# (39549) Casals
Pour les articles homonymes, voir Casals.
(39549) Casals est un astéroïde de la ceinture principale.

## Description
(39549) Casals est un astéroïde de la ceinture principale. Il fut découvert le 27 février 1992 à Tautenburg par Freimut Börngen. Il présente une orbite caractérisée par un demi-grand axe de 2,78 UA, une excentricité de 0,13 et une inclinaison de 9,7° par rapport à l'écliptique.
L'astéroïde est nommé en l'honneur du violoncelliste, compositeur et chef d'orchestre espagnol Pablo Casals (1876-1973).

## Compléments